# カントン (マサチューセッツ州)
カントン（Canton）は、アメリカ合衆国マサチューセッツ州のノーフォーク郡にある町。人口は2万4370人（2020年）。ボストンの南に位置している。

## 交通

### 道路
国道1号線、州間高速道路95号線などがカントンを通る。

### 鉄道
カントン・ジャンクション駅は北東回廊上の駅である。マサチューセッツ湾交通局の通勤列車が停車するが、アムトラックの列車は停車しない。

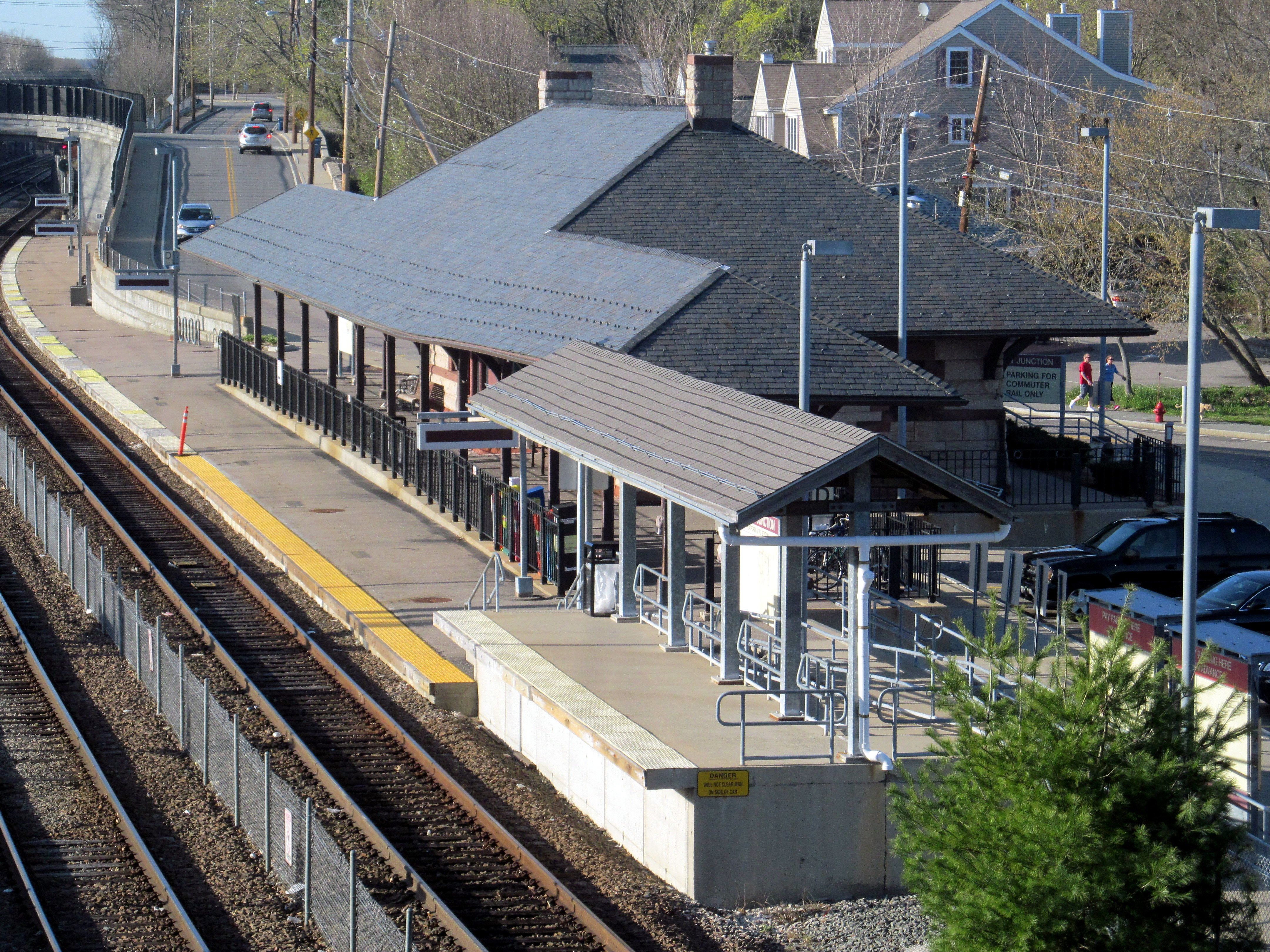
カントン・ジャンクション駅

## 関係者
- ポール・リビア：カントンに銅精錬所を建てた。